# Randy Jones (Sänger)

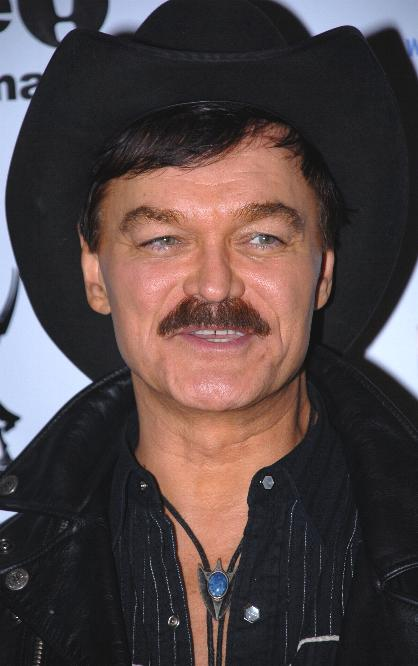
Randy Jones

Randolph Edward „Randy“ Jones (* 13. September 1952 in Raleigh, North Carolina) ist ein amerikanischer Discosänger und Schauspieler. Er war Mitglied der Band Village People, mit der er als Cowboy verkleidet auftrat.
Randy Jones lebt in New York City. 2007 veröffentlichte er ein Soloalbum namens Ticket to the World. In 2017 erreichte er mit der Single 'Hard Times' als erstes (ehemaliges) Mitglied der Village People mit einem Solotitel einen Platz in den Billboard Charts.
Als Schauspieler trat er mit den anderen der Gruppe in dem Film Supersound und flotte Sprüche (Can't Stop the Music) auf, der im Jahr 1980 veröffentlicht wurde. Im September 2013 heiratete er seinen langjährigen Lebensgefährten.